# Gorgyrella namaquensis
Gorgyrella namaquensis is een spinnensoort in de taxonomische indeling van de valdeurspinnen (Idiopidae).
Het dier behoort tot het geslacht Gorgyrella. De wetenschappelijke naam van de soort werd voor het eerst geldig gepubliceerd in 1902 door William Frederick Purcell.